# Ekonomika bezpieczeństwa
Ekonomika bezpieczeństwa (również ekonomika obrony, dawniej ekonomika wojenna, ekonomika wojskowa) – szczegółowa dyscyplina naukowa, badająca relacje między systemem bezpieczeństwa narodowego a gospodarką.
Zajmuje się badaniem gotowości gospodarki do spełnienia zadań z zakresu bezpieczeństwa.
Jest częścią ogólnej ekonomii obejmującą zagadnienia obronne.